# Branford Marsalis
Branford Marsalis (Breaux Bridge (Louisiana), 26 augustus 1960) is een Amerikaanse jazz- en klassieke saxofonist.

## Biografie
Marsalis begon zijn professionele carrière in het begin van de jaren 80, en speelde in die jaren bij de bigband van Art Blakey, bij Clark Terry en bij Blakeys Jazz Messengers. Vanaf 1982 tot en met 1985 speelde hij in de groep van zijn jongere broer Wynton, om daarna in de begeleidingsband van Sting te gaan spelen. Zo is hij te horen op diens plaat Englishman in New York uit 1988. In 1986 stichtte hij zijn eigen band. Van 1992 tot 1995 was hij muzikaal directeur van de Tonight Show Band. Daarna startte hij het project Buckshot LeFonque dat als doel had om jazz te combineren met rhythm and blues, hiphop en rock-'n-roll. In het begin van de jaren 90 deed hij gastoptredens bij Grateful Dead. Hij toerde ook samen met Miles Davis in een van diens laatste bands.
Hij richtte de platenmaatschappij Marsalis Music op en is de stichter van het Branford Marsalis Quartet.
Branford Marsalis is de oudste van zes broers van wie er vier, net als vader Ellis Marsalis, jazzmuzikant zijn.
Op 19 maart 2008 gaf Marsalis een masterclass in het Haags conservatorium en op 19 november 2014 gaf hij een masterclass bij kunsthogeschool Codarts Rotterdam.

## Discografie

### Albums
- 2014 In my solitude - (solo) Live at Grace Cathedral San Francisco
- 2011 Songs of Mirth and Melancholy
- 2008 Metamorphosen
- 2006 Braggtown
- 2004 A Love Supreme Live - (dvd/cd)
- 2004 Eternal
- 2003 Romare Bearden Revealed - cd bij het werk van Romare Bearden (Amerikaans schilder)
- 2002 Footsteps of our Fathers
- 2001 Creation
- 2000 Contemporary Jazz - Grammy in de categorie Best Jazz Instrumental Album, Individual or Group
- 1999 Requiem
- 1997 Music Evolution - het tweede Buckshot LeFonque-project
- 1996 The Dark Keys
- 1996 Loved Ones - een duet met zijn vader Ellis Marsalis (piano)
- 1994 Buckshot LeFonque
- 1993 Bloomington - liveopname
- 1992 I Heard You Twice The First Time - Grammy in de categorie Best Jazz Instrumental Performance, Individual Or Group
- 1991  The Beautiful Ones Are Not Yet Born - met gasten Wynton Marsalis (trompet) en Courtney Pine (tenorsaxofoon)
- 1990 Crazy People Music
- 1990 Mo' Better Blues
- 1989 Do The Right Thing
- 1989 Trio Jeepy - samen met Milt Hinton (bass) en Jeff Watts (drums)
- 1988 Random Abstract
- 1987 Renaissance
- 1986 Royal Garden Blues
- 1986 Romances for Saxophone
- 1984 Scenes In The City
- 2016 Upward Spiral
- 2019 The Secret Between the Shadow and the Soul
- 2020 Ma Rainey's Black Bottom
- 2025 Belonging

### Als (gast)muzikant
- 2010 Sting: Live in Berlin
- 2005 Occasion: Connick on Piano, Volume 2 - een duo-album met Harry Connick, Jr.
- 2003 The Marsalis Family: A Jazz Celebration - samen met broers Delfeayo Marsalis, Jason Marsalis, Wynton Marsalis, en vader, Ellis Marsalis
- 1994 Rob Wasserman: Trios - met Bruce Hornsby op "White-Wheeled Limousine"
- 1994 JLW - Joe Louis Walker
- 1991 Karma - Robin Eubanks
- 1990 You Won't Forget Me - Shirley Horn
- 1990 Without a Net - Grateful Dead
- 1990 Black Codes (From the Underground) - Wynton Marsalis
- 1990 We Are In Love - Harry Connick, Jr.
- 1987 Nothing Like the Sun - Sting
- 1986 Bring on the Night - Sting (livealbum)
- 1986 Break Every Rule - Tina Turner
- 1985 Dream of the Blue Turtles - Sting
- 1985 (Live at Live Aid, 13th July) Roxanne - Sting